# Winzenburg
Winzenburg là một đô thị ở huyện Hildesheim bang Niedersachsen, Đức. Đô thị Winzenburg có diện tích 16,64 km², dân số thời điểm ngày 31 tháng 12 năm 2006 là 813 người. Đô thị này tọa lạc ở Leinebergland, về phía bắc của Bad Gandersheim, giữa vườn quốc gia Harz và Weserbergland, bang Niedersachsen, Đức. Đô thị được lập ngày 1 tháng 3 năm 1974 từ 4 cộng đồng dân cư Winzenburg, Schildhorst, Westerberg và Klump.